# Xecutioner's Return
Xecutioner's Return je sedmi studijski album američkog death metal-sastava Obituary objavljen 27. kolovoza 2007. godine, a objavila ga je diskografska kuća Candlelight Records. Prvi je album skupine na kojem je svirao Ralph Santolla.

## Popis pjesama
Tekstovi: John Tardy, glazba: Trevor Peres i Donald Tardy.
| 1.    | »Face Your God«     | 2:56 |
| 2.    | »Lasting Pressence« | 2:12 |
| 3.    | »Evil Ways«         | 2:57 |
| 4.    | »Drop Dead«         | 3:35 |
| 5.    | »Bloodshot«         | 3:25 |
| 6.    | »Seal Your Fate«    | 2:30 |
| 7.    | »Feel the Pain«     | 4:31 |
| 8.    | »Contrast the Dead« | 7:01 |
| 9.    | »Second Chance«     | 3:28 |
| 10.   | »Lies«              | 3:32 |
| 11.   | »In Your Head«      | 4:31 |
| 40:38 |                     |      |

| Bonus pjesma u japanskom izdanju | Bonus pjesma u japanskom izdanju | Bonus pjesma u japanskom izdanju | Bonus pjesma u japanskom izdanju | Bonus pjesma u japanskom izdanju | Bonus pjesma u japanskom izdanju | Bonus pjesma u japanskom izdanju | Bonus pjesma u japanskom izdanju | Bonus pjesma u japanskom izdanju | Bonus pjesma u japanskom izdanju |
| Br.                              | Skladba                          | Trajanje                         |                                  |                                  |                                  |                                  |                                  |                                  |                                  |
| -------------------------------- | -------------------------------- | -------------------------------- | -------------------------------- | -------------------------------- | -------------------------------- | -------------------------------- | -------------------------------- | -------------------------------- | -------------------------------- |
| 12.                              | »Executioner Returns«            | 3:42                             |                                  |                                  |                                  |                                  |                                  |                                  |                                  |
| 13.                              | »Drop Dead« (uživo)              | 4:28                             |                                  |                                  |                                  |                                  |                                  |                                  |                                  |
| 14.                              | »Evil Ways« (uživo)              | 3:08                             |                                  |                                  |                                  |                                  |                                  |                                  |                                  |
| 51:56                            |                                  |                                  |                                  |                                  |                                  |                                  |                                  |                                  |                                  |

## Zasluge
Obituary
- John Tardy - vokali
- Trevor Peres - ritam gitara, dizajn
- Ralph Santolla - solo gitara
- Frank Watkins - bas-gitara
- Donald Tardy - bubnjevi

Ostalo osoblje
- Mark Prator - produkcija
- Jim Morris - mastering
- Tim Morris - mastering
- Andreas Marschall - omot
- Tim Hubbard - slike